# Cemitério de Dean

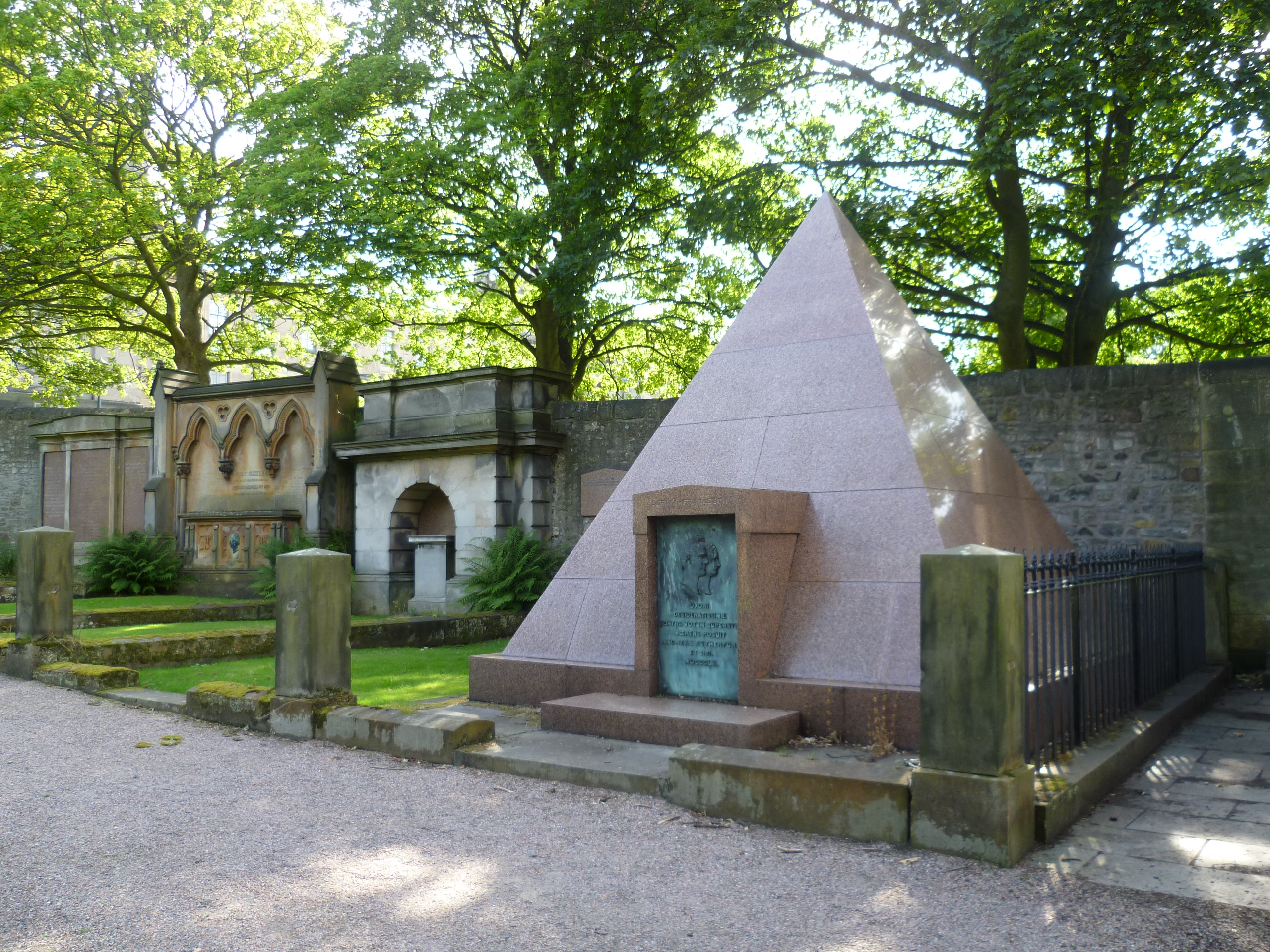
A "fileira dos lordes"

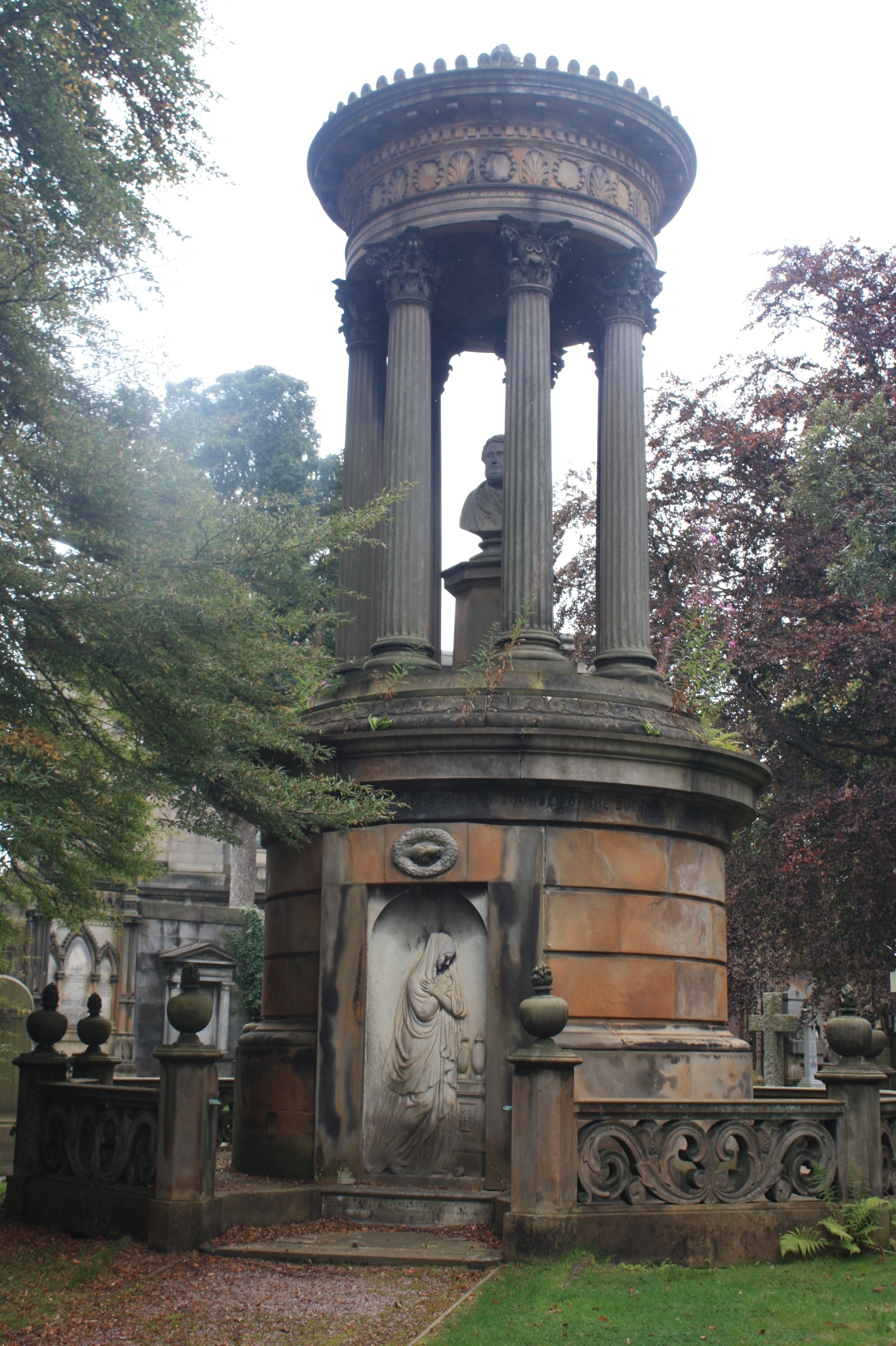
O grande memorial Buchanan

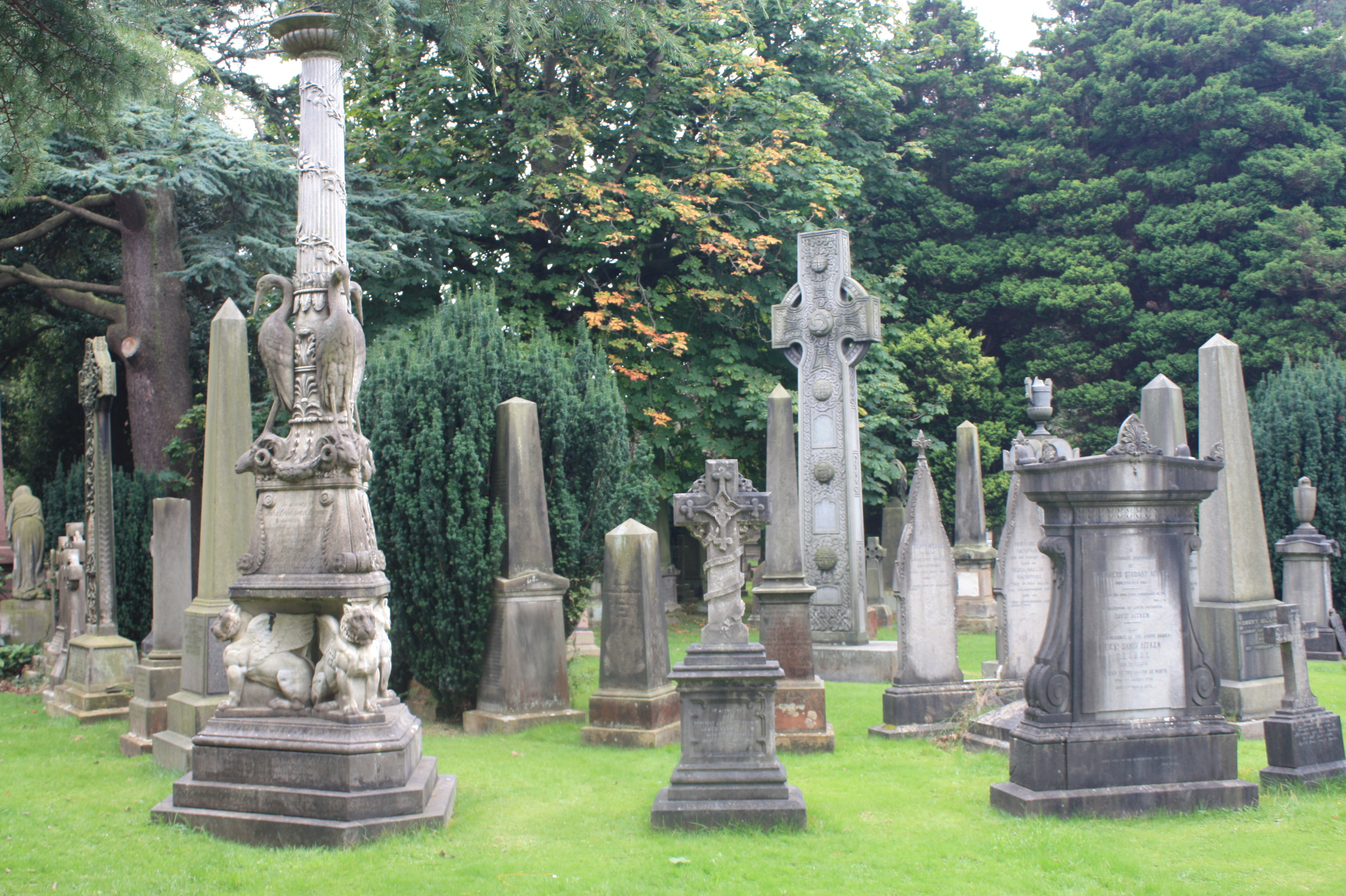
A seção sul-oeste

O Cemitério de Dean (em inglês:  Dean Cemetery) é um cemitério historicamente importante da época vitoriana ao norte de Dean Village, a oeste do centro da cidade de Edimburgo, Escócia. Está localizado entre a Queensferry Road e Water of Leith, limitado em seu lado leste por Dean Path e em seu lado oeste pela Galeria Dean. Uma extensão do século XX encontra-se separada do cemitério principal ao norte de Ravelston Terrace. O cemitério principal é atualmente acessível somente a partir de seu lado leste (há uma porta de acesso pelo terreno da Galeria Dean). A extensão moderna só é acessível na junção da Dean Path e Queensferry Road.

## O cemitério
O cemitério de Dean, também conhecido como Cemitério Ocidental de Edimburgo, foi projetado por David Cousin (um arquiteto de Edimburgo, que também projetou o Cemitério de Warriston) em 1846 e tornou-se um cemitério da moda, seus monumentos se tornando uma fonte rica da história de Edimburgo e da era vitoriana, principalmente para as classes média superior. Os muitos monumentos testemunham as realizações da cultura da Escócia na paz e na guerra, em casa e no exterior.
À medida que os lotes do cemitério foram rapidamente comprados o cemitério foi prolongado em seu lado norte em 1871. Um segundo conjunto de portões de entrada foi construído em Dean Path, combinando com a entrada original. Embora esta seção originalmente fosse somente acessada por este portão, a extensão foi rapidamente ligada à seção inicial, criando lacunas na parede mútuo onde não havia sepulturas. Esta extensão é definida em um padrão mais retilinear do que o layout curvilíneo inicial.
A seção separada norte de Ravelston Terrace foi comprada em 1877 na expectativa de uma taxa de vendas correspondente ao do cemitério original, mas isso não ocorreu, e a área só começou a ser usada em 1909 (com exceção de John Ritchie Findlay (1898), único sepultado durante uma década). Esta seção é relativamente plana e geralmente sem notoriedade, mas inclui uma linha de lordes escoceses na parede norte. Embora numericamente maior no seu número de senhores é muito menos atraente.
Todo o cemitério é propriedade privada do Dean Cemitério Trust Limited, tornando-se um dos poucos cemitérios que ainda funciona como foi planejado. O layout resultante pode ser visto como um excelente exemplo de um cemitério, sendo visível na forma como foi concebido para ser visto.
O acesso sul pela Belford Road está bloqueado e a estrada de entrada agora é gramada e utilizada para o enterro de cinzas.
O cemitério contém esculturas de John Steell, William Brodie, John Hutchison, Francis John Williamson, Pilkington Jackson, Amelia Robertson Hill, William Birnie Rhind, John Rhind, John Stevenson Rhind, William Grant Stevenson, Henry Snell Gamley, Charles McBride e Stewart McGlashan.

## Dean House

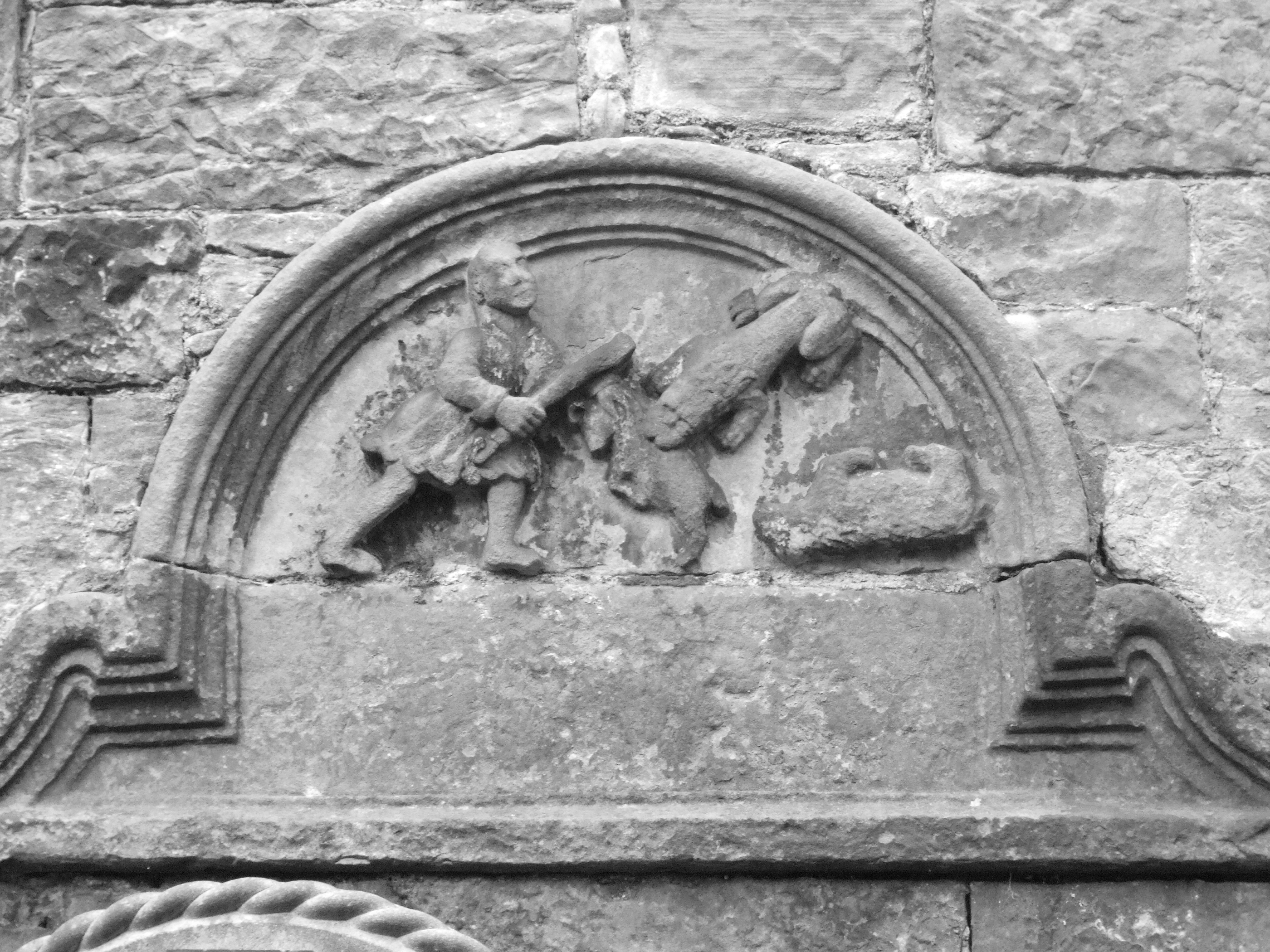
Escultura em pedra da Dean House, agora parte do muro de contenção do cemitério

O cemitério fica no local da Dean House (construída em 1614), parte do Dean Estate, que tinha sido comprado em 1609 por Sir William Nisbet, que se tornou em 1616 Lord Provost de Edinburgh. Os Nisbet de Dean ocupava o cargo de Hereditary Poulterer to the King. O arauto famoso, Alexander Nisbet, de Nisbet House, perto de Duns, Berwickshire, é dito ter escrito seus Systems of Heraldry em Dean House. A casa da propriedade foi demolida em 1845, e pedras esculpidas dela estão incorporadas na parede sul de retenção de apoio no lado sul do cemitério. Nem sempre é percebido que esta seção inferior, escondida, também contém sepulturas.

## Sepultamentos notáveis

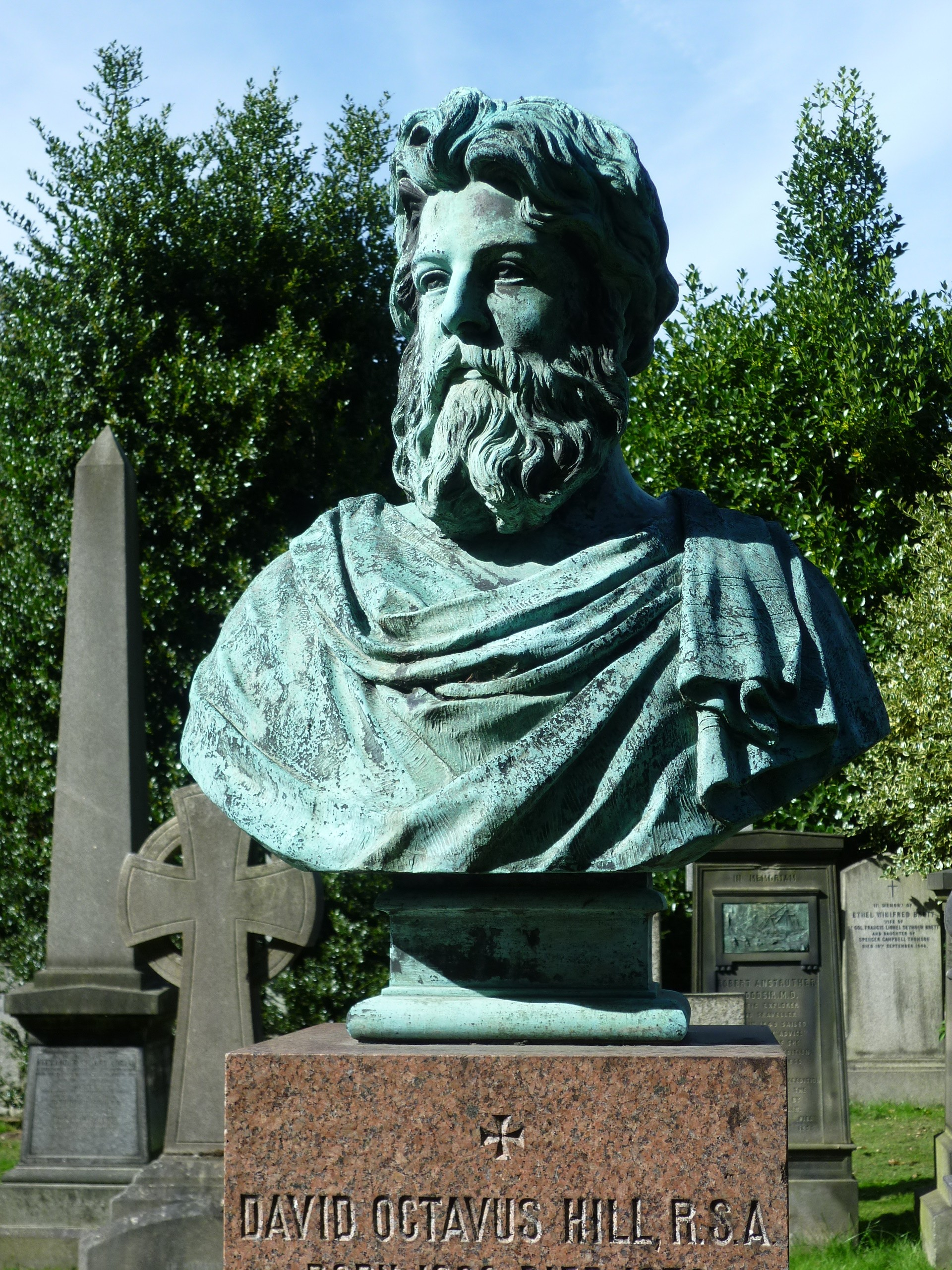
Busto do pintor e pioneiro da fotografia David Octavius Hill, esculpido por sua segunda mulher

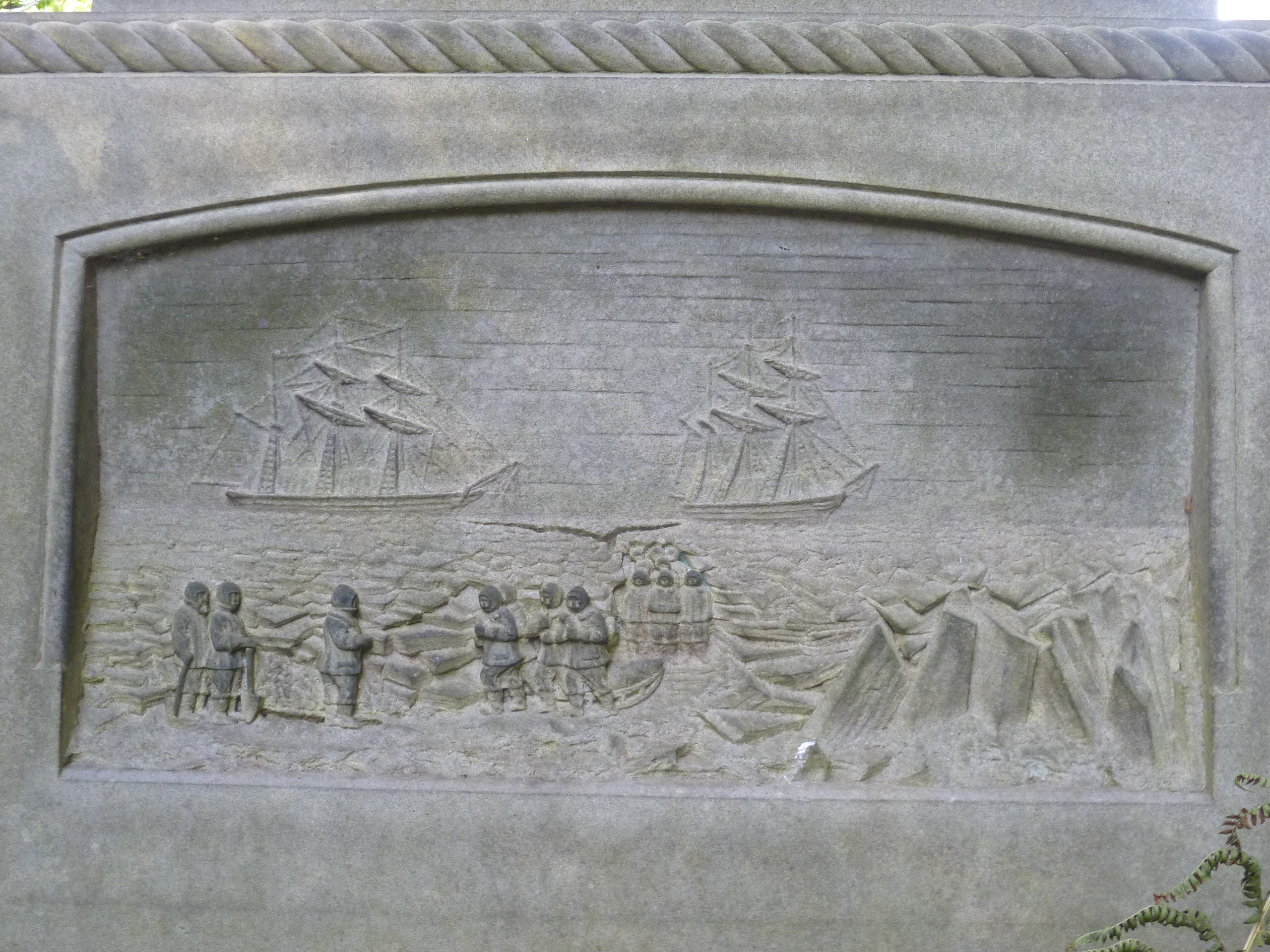
Relevo na lápide do tenente John Irving, que morreu na Expedição de John Franklin

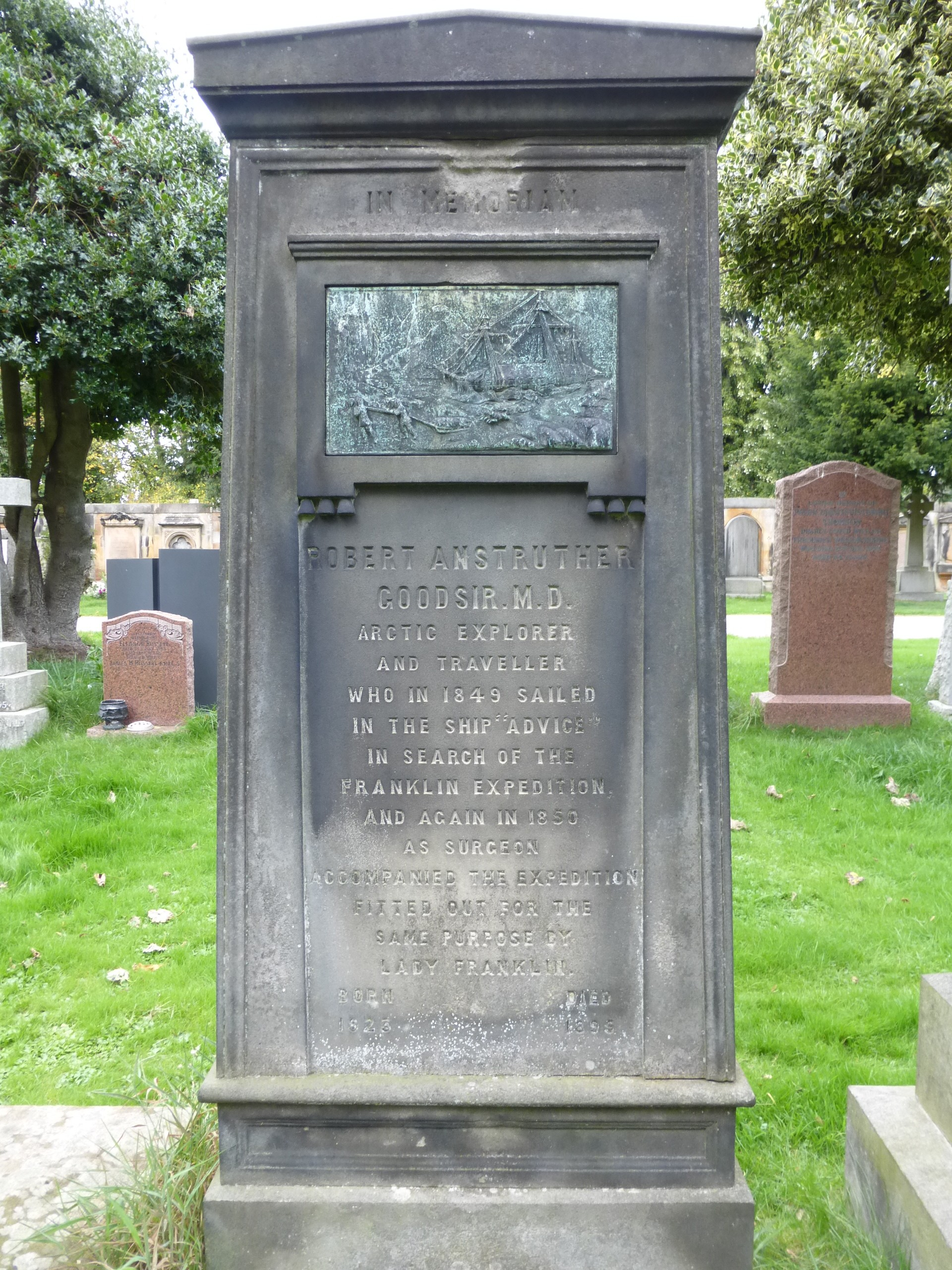
Sepultura do explorador do Ártico e cirurgião M.D. Robert Anstruther Goodsir, que se juntou à busca pela Expedição de John Franklin

### Cemitério original
- John Abercromby, 5th Baron Abercromby (1841-1924)
- Sir Stair Agnew (1831-1916)
- Robert Alexander RSA (1840-1927), pintor
- Sir Archibald Alison (d.1867), advogado e historiador
- Sir William Allan (1782-1850), pintor
- William Edmondstoune Aytoun (1813-1865), poeta
- William Hamilton Beattie (1842-1898) arquiteto (projeto da loja Jenner's e do Hotel Balmoral)
- Joseph Bell (1837–1911), lecturer na Escola de Medicina da Universidade de Edimburgo, cirurgião particular da rainha Vitória
- John Bellany (1942-2013), pintor
- Isabella Bird, nome de casada Bishop (1831 – 1904), consagrada viajante, escritora e fotógrafa. Primeira mulher fellow da Real Sociedade Geográfica (Reino Unido)
- Alexander Black (1797–1858), arquiteto
- Alexander William Black (1859-1906)
- John Stuart Blackie (1809-1895)
- John Blackwood (1818-1879), criador e editor do Blackwood's Magazine
- Rev Robert Blair (1837-1907)
- Thomas Bonnar (seu pai morreu em 1873 e seu filho morreu em 1896, monumento de David Watson Stevenson), pintor
- Cunninghame Borthwick, 19º Lorde Borthwick (1813-1885)
- Sir Thomas Bouch (1822-1880), engenheiro ferroviário, projetista da Tay Rail Bridge
- Samuel Bough RSA(1822–1878), pintor, monumento por William Brodie 1879
- Sir John Clerk Brodie (1811-1888), monumento por John Hutchison
- Thomas Stuart Burnett (1853-1888), escultor
- Isabella Burton (née Lauder), com filho, mulher e família de John Hill Burton, historiador (monumento por William Brodie, 1881)
- William Brodie (1815-1881)
- Samuel Butcher (1850-1910), professor de língua grega na Universidade de Edimburgo, presidente da Academia Britânica
- Edward e James Key Caird, barões da juta e filantropistas de Dundee
- George Paul Chalmers (1838-1878), pintor
- Robert Chambers (1832-1888) publicista de dicionários e enciclopédias
- Henry Martyn Clark (1887-1916), missionário
- Henry Cockburn, Lord Cockburn (1779–1854)
- George Combe (1788-1858), advogado e frenologista
- David Cousin (1809-1878) arquiteto (sepultado em Baton Rouge nos Estados Unidos mas lembrado na sepultura de sua família no cemitério)
- Robert Cox (1845-1899), político
- John Crabbie (1806-1891), fundador do Crabbie's Green Ginger Wine
- Sir James Falshaw (1810-1889), Lord Provost
- Prof Daniel John Cunningham (1850-1909) com seu filho o general Sir Alan Cunningham (1887-1983)
- Sir William Fettes Douglas (1822-1891), pintor, Presidente da Academia Real Escocesa (PRSA)
- Thomas Drybrough (1820-1894), cervejeiro
- Vice Almirante Charles Fellowes (1823-1880)
- David Fleming, Lord Fleming (1877-1944), herói militar e político
- Prof John Fleming (1785-1857), naturalista
- Prof Edward Forbes (1815-1854), naturalista
- Prof James David Forbes (1809-1868), inventor do sismógrafo
- Sir Andrew Henderson Leith Fraser (1848-1919), governador de Bengala
- Patrick Fraser, Lord Fraser (1817-1889), jurista
- Sir William Fraser (1816-1898), historiador
- Major General William John Gairdner, CB, (1789–1861), escultura refinada de seu chapéu sob uma canopa, com sua espada na base
- Henry Snell Gamley (1865-1928), escultor
- Sir James Gibson, 1st Baronet, (1849-1912), Lord Provost de Edimburgo 1906-1909
- James Young Gibson (1826-1886) autor/tradutor (bronze por Francis John Williamson)
- John Goodsir (1814-1867), anatomista
- Robert Anstruther Goodsir (1823-1899), médico e explorador do Ártico
- Edward Gordon, Baron Gordon of Drumearn (1814-1879)
- John Peter Grant (MP) (1774-1848)
- Sir Ludovic Grant, 11º baronete de Dalvey (1862-1836)
- Charles John Guthrie, Baron Guthrie (1849-1920), advogado
- James Burton (1788-1862), egiptólogo
- Lord Belhaven and Stenton (1822-1893), monumento enorme, incluindo um bronze por Pilkington Jackson
- Lord Handyside (1798-1858)
- David Octavius Hill (1802–1870), pintor e pioneiro da fotografia, com o estúdio fotográfico Hill & Adamson. O monumento é obra de sua segunda mulher, Amelia Robertson Hill (née Paton) (1820–1904), sepultada junto dele
- James Brown Howard (1841-1895)
- Robert Gemmell Hutchison (1855-1936)

- Sir Thomas Hutchison (1866-1925) Lord Provost of Edinburgh 1921-3
- Andrew Inglis (d. 1875), fellow do Royal College of Surgeons of Edinburgh, e professor de Midwifery na Aberdeen University
- Elsie Inglis (1864-1917) médica pioneira e heroina de guerra
- Alexander Taylor Innes (1833-1912) advogado e historiador
- Lord Francis Jeffrey (1773–1850)
- Henry Wright Kerr RSA RSW (1857-1936) artista
- Baron Kinnear (1833-1917)
- Charles Kinnear, arquiteto (1830-1894) da firma Peddie & Kinnear criadores da Cockburn Street, Edinburgh etc
- Todos os quatro Baron Kinross compreendendo quase dois séculos
- Rev Cameron Lees (1835-1913)
- John Lessels (1808-1883) arquiteto da cidade
- Prof Sir Henry Duncan Littlejohn (1826-1914) promotor da saúde pública, pioneiro da ciência forense, e seu filho, Henry Harvey Littlejohn (1862-1927), cientista forense e primeiro cirurgião policial
- Sir Hector MacDonald, (d. 1903), Major General, "The Fighting Mac"
- Very Rev Alexander Robertson MacEwen (1851-1916)
- Donald Mackenzie (1818–1875), juiz escocês
- Edward Maitland, Lord Barcaple (1803-1870)
- Robert Matheson (architect) (1808-1877)
- John Miller (1805-1883) engenheiro ferroviário e de portos
- Sir Mitchell Mitchell-Thomson, 1st Baronet (1816-1918) Lord Provost de Edinburgh 1897-1900
- Sir James Wellwood Moncrieff, 9th Baronet, Lord Moncrieff (1776-1851)
- William Ambrose Morehead (1805-1863) governador de Madras
- Sir John Murray (oceanographer) KCB (d.1914) lider da Expedição Challenger
- James Nasmyth (1808–1890), inventor do martelo pilão
- Walter Oliphant (1867-1933) publicista
- Sir James Balfour Paul (1846-1931)
- Charles Pearson, Lord Pearson (1843-1910)
- John More Dick Peddie (1853-1921) arquiteto
- Samuel Peploe (1871-1935) artista
- Arthur Perigal RSA (1784-1847) artista
- William Henry Playfair (1790–1857), arquiteto
- Rev Robert Rainy (1820-1906)
- John Ritchie (1778-1870) e John Ritchie Findlay (1824-1898)
- Alexander Ignatius Roche (1861-1921) artista
- Prof Henry Darwin Rogers (1808-1866) geólogo nascido nos Estados Unidos
- Sir James Russell (1846-1918) Lord Provost de Edinburgh 1891-4
- Andrew Rutherfurd, Lord Rutherfurd (1791-1852)
- Prof William Rutherford Sanders (1828-1881) patologista
- John Sinclair, 1st Baron Pentland (1860-1925)
- Prof George Gregory Smith (1865-1932)
- Sir James Steel (1830-1904) Lord Provost de Edinburgh
- John Stevens (1798-1868) RSA artista
- John James Stevenson (1831-1908) arquiteto
- Prof Sir Thomas Grainger Stewart (1837-1900)
- Robert Hepburn Swinton of that Ilk (d.1852)
- Sir Frederick Thomson, 1st Baronet MP (1875-1935) e Sir Douglas Thomson, 2nd Baronet MP (1905-1972)
- Robert William Thomson (1822-1873) engenheiro e inventor do pneu
- Thomas Thomson (advocate) (1768-1852)
- Sir William Turner (anatomist) (1852-1916)
- John Waddell (1828-1888) engenheiro ferroviário
- Edward Arthur Walton (1860-1922) artista
- Thomas Drummond Wanliss (1830-1923) político australiano
- William Watson, Baron Watson (1827-1899)
- Sir Henry Wellwood-Moncreiff, 10th Baronet (1809-1883)
- John Wilson (1800-1849) vocalista escocês
- Prof John Wilson (1785-1854)
- Robert Younger (1820-1901) cervejeiro

### Terraço sul
- Benjamin Hall Blyth (1849-1917) engenheiro civil
- Alexander Crum Brown (1838-1922) químico
- Robert Carfrae (1820-1900) antiquário
- Thomas Clouston (1840-1915) psiquiatra
- William MacKenzie, Lord Kyllachy (1842-1918)
- Rev Angus Makellar (d.1859) religioso
- Sir William Muir (1819-1905) orientalista escocês
- Joseph Noel Paton (1821-1901) artista
- Victor Noel-Paton, Baron Ferrier (1900-1992)
- Dame Jane Adair Skelton (1847-1925)
- Dr Alexander Wood (1817-1884) inventor da seringa hipodérmica

### Ampliação do século XX
- Herrick Bunney CVO (1915-1997) organista
- Andrew Constable, Lord Constable (1865-1928)
- William Skeoch Cumming (1864-1929) artista
- Arthur Dewar, Lord Dewar (1860-1917)
- Charles Scott Dickson, Lord Dickson (1850-1922)
- Sir John Ritchie Findlay, 1st Baronet (1866-1930)
- Herbert John Clifford Grierson (1866-1960)
- Lady Caroline and Lord Walter James Hore, Baron Ruthven of Gowrie (1838-1921)
- Sir Alexander McPherson Johnston, Lord Dunpark (1915-1991)
- Stewart Kaye (1886-1952) arquiteto
- Sir Alexander MacPherson Fletcher MP (1929-1989)
- Alexander Munro MacRobert (1873-1930) MP
- Sir Colin George MacRae (1844-1925)
- Joseph Shield Nicholson (1850-1927) economista
- Edward Theodore Salvesen, Lord Salvesen (1857-1942) (bronze por Henry Snell Gamley)
- Sir David William Scott-Barrett (1922-2003)
- Sydney Goodsir Smith (1915-1975) poeta e artista
- Douglas Strachan HRSA (1875-1950)
- Sir James Howard Warrack (d. 1926)

## Outros monumentos importantes

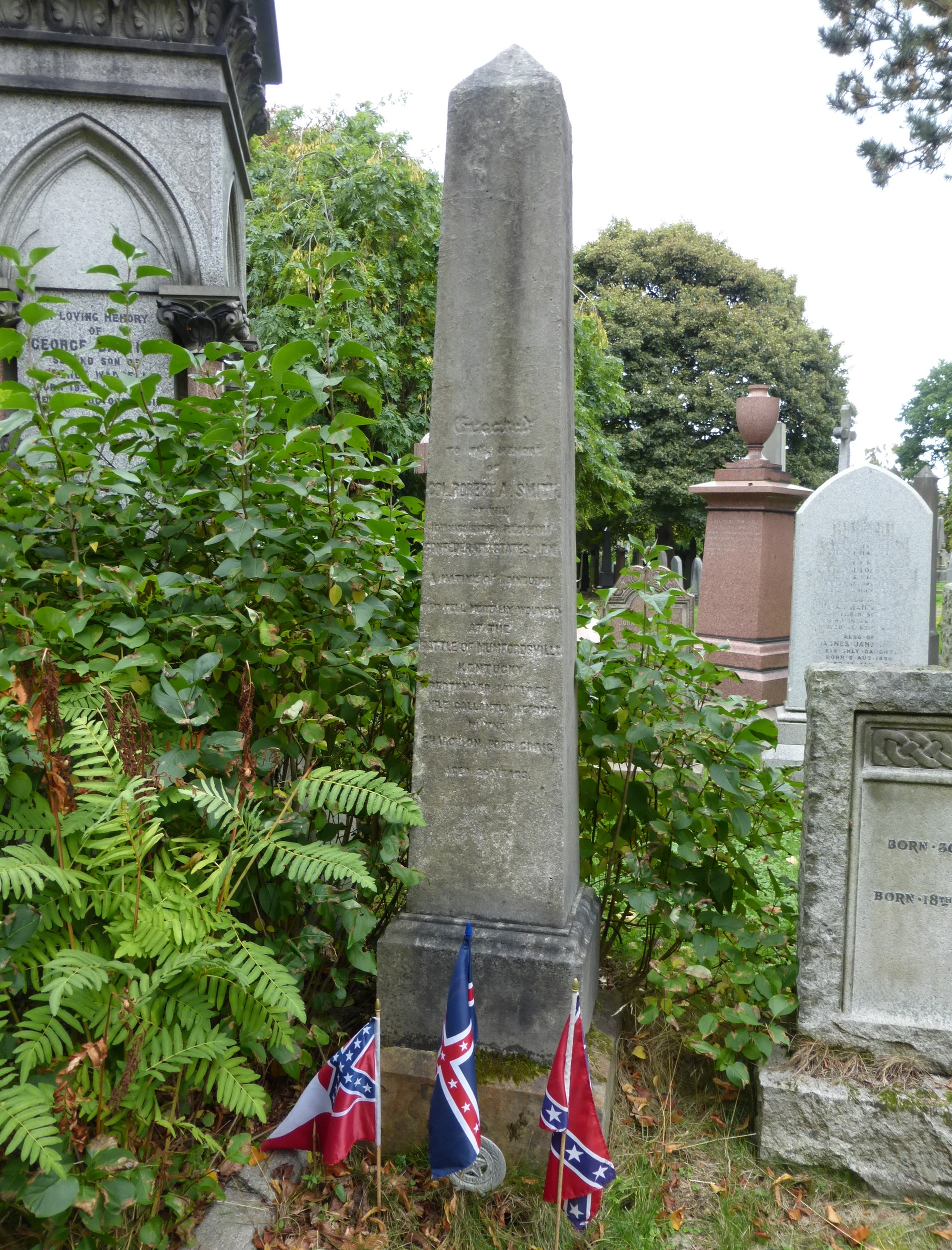
Monumento para o Colonel Robert A. Smith

- Monumento para John George Bartholomew, cartógrafo e geógrafo (enterrado em Portugal) e esculpido por Pilkington Jackson)
- Monumento para Coronel Robert A. Smith, faleceu em 1862 em Munfordsville, Kentucky na Guerra Civil americana
- Monumento para o historidor John Hill Burton, enterrado em Dalmeny
- Monumento para John Wilson (1800–1849), vocalista (construído em Quebec,Canadá), também tema de um memorial próximo ao monte Calton Hill.